# Тундринське сільське поселення
Ту́ндринське сільське поселення (рос. Тундринское сельское поселение) — сільське поселення у складі Сургутського району Ханти-Мансійського автономного округу Тюменської області Росії.
Адміністративний центр — селище Високий Мис.
Населення сільського поселення становить 394 особи (2017; 506 у 2010, 516 у 2002).

## Склад
До складу сільського поселення входять:
| Населений пункт     | Населення, осіб (2002) | Населення, осіб (2010) |
| ------------------- | ---------------------- | ---------------------- |
| Високий Мис, селище | 424                    | 408                    |
| Тундрино, село      | 92                     | 98                     |